# سیارک ۸۳۶۷
سیارک ۸۳۶۷ (به انگلیسی: 8367 Bokusui، نامگذاری:1990UL2) هشت هزار و سیصد و شصت و هفتمین سیارک کشف شده‌است که در ۲۳ اکتبر ۱۹۹۰ کشف شد.
قدر مطلق سیارک برابر ۱۳٫۸۰ است.